# Status (opgørelse)
 For alternative betydninger, se Status. (Se også artikler, som begynder med Status)
Status er en opgørelse af nuværende tilstande og situationer indenfor regnskab,  miljø, landbrug, industri, sundhedsvæsen etc.
I et regnskab kan det være en opgørelse af aktiver og passiver i bogførte  poster, i miljøsammenhæng mellem klimaændringer og og mængden af smelteis, i landbruget kan det være angivese af et års-høst af et bestemt produkt, i industrien kan det være et antal producerede enheder over en bestemt periode og i sundhedsvæsenet kan det være registreringer af forskellige sygdomsforløb i en given periode.
I dagligvarehandelen refererer status dels til den regnskabsmæssige opgørelse, dels til den tilhørende optælling af varer i butik og lager.